# Ellipsoptera marginata
Ellipsoptera marginata – gatunek chrząszcza z rodziny biegaczowatych i podrodziny trzyszczowatych.
Gatunek ten opisany został w 1775 roku przez Johana Christiana Fabriciusa, jako Cicindela marginata.
Chrząszcz o głęboko punktowanych pokrywach z typowym (nieporozlewanym) plamkowaniem, u samic z wierzchołkami podgiętymi w dół. Prawa żuwaczka samców opatrzona na spodniej stronie wyraźnym ząbkiem. Na nadustku obecne położone szczecinki. Przedpiersie gęsto pokryte położonymi szczecinkami. Szczecinki przedwierzchołkowe obecne na krętarzach przedniej pary odnóży.
Trzyszczowaty ten występuje w Kanadzie, na wschodnim wybrzeżu Stanów Zjednoczonych, Bahamach i Kubie. Wykazany ze stanów: Connecticut, Delaware, Floryda, Georgia, Karolina Północna, Karolina Południowa, Maine, Maryland, Massachusetts, New Hampshire, New Jersey, Nowy Jork, Rhode Island i Wirginia. Na Florydzie notowany w hrabstwach Brevard, Collier, Miami-Dade, Dixie, Duval, Indian River, Lee, Levy, Monroe, Nassau, Palm Beach, Pinellas, St. Johns i Volusia.